# Погребний Анатолій Олександрович
Погребний Анатолій Олександрович (нар. 16 листопада 1988, м. Київ) — Ліричний тенор. Заслужений артист України (2019).

## Біографія

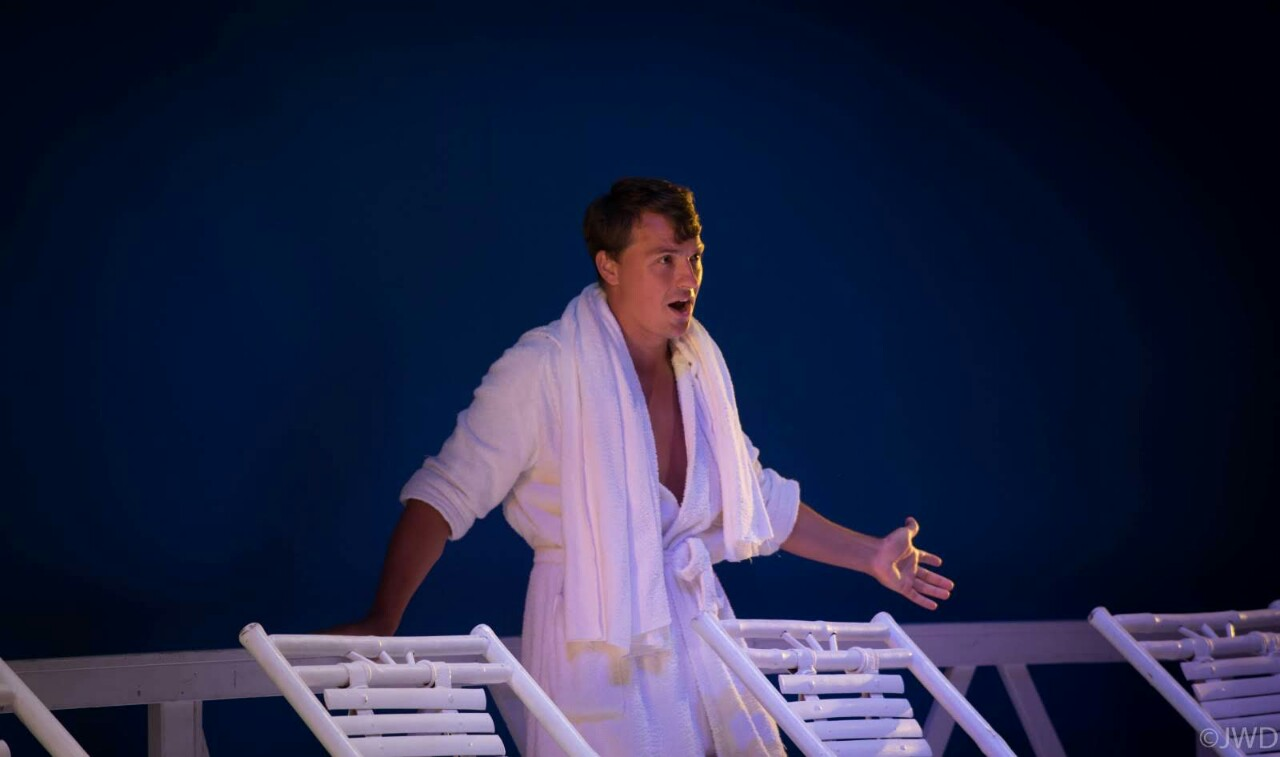
Пезаро Італія, Подорож до Реймсу роль — кавалер Бельфіоре.
Дж. Россіні, серпень 2018, Rossini opera festival, театр Россіні.

Народився 16 листопада 1988 року в місті Києві.
1996—2007 — навчався в КССМШ ім. М. В. Лисенка на кафедрі хорового диригування.
1996—2003 — отримав освіту по класу скрипки в ДМШ № 30.
З 2010 року — артист національної заслуженої академічної капели України «ДУМКА».
2012 — Закінчив Національну музичну академію України ім. П. І. Чайковського, спеціальність «Музичне мистецтво», кваліфікація — диригент хору, артист хору, хормейстер, викладач хорових дисциплін.
Професійну творчість розпочав під час навчання в національній музичній академії України ім. П. І. Чайковського.
З 2016 року — артист-вокаліст «ТВЗК Національна оперета України». У квітні 2017 року дебютував у виставі «Севільський цирульник» муз. Джоаккіно Россіні (Альмавіва, граф).

## Конкурси та фестивалі
- 2007 — Телевізійний проект «Шанс»
- 2010 — І-а премія, лауреат Всеукраїнського конкурсу «Класичний меридіан» (м. Київ, Україна)
- 2011 — Гран Прі, лауреат міжнародного конкурсу XI. Balaton-youth-art international festival (м. Балатон, Угорщина)
- 2016 — ІІІ премія, Лауреат міжнародного конкурсу «Імпреза. Опера в мініатюрі» м. Кам'янець-Подільський, Україна.
- 2018 — Rossini Opera Festival.  Accademia Rossiniana «Alberto Zedda» брав участь у майстер-класах всесвітньо відомих оперних співаків Ернесто Паласио[en] та Хуан Дієго Флореза

## Концертна діяльність

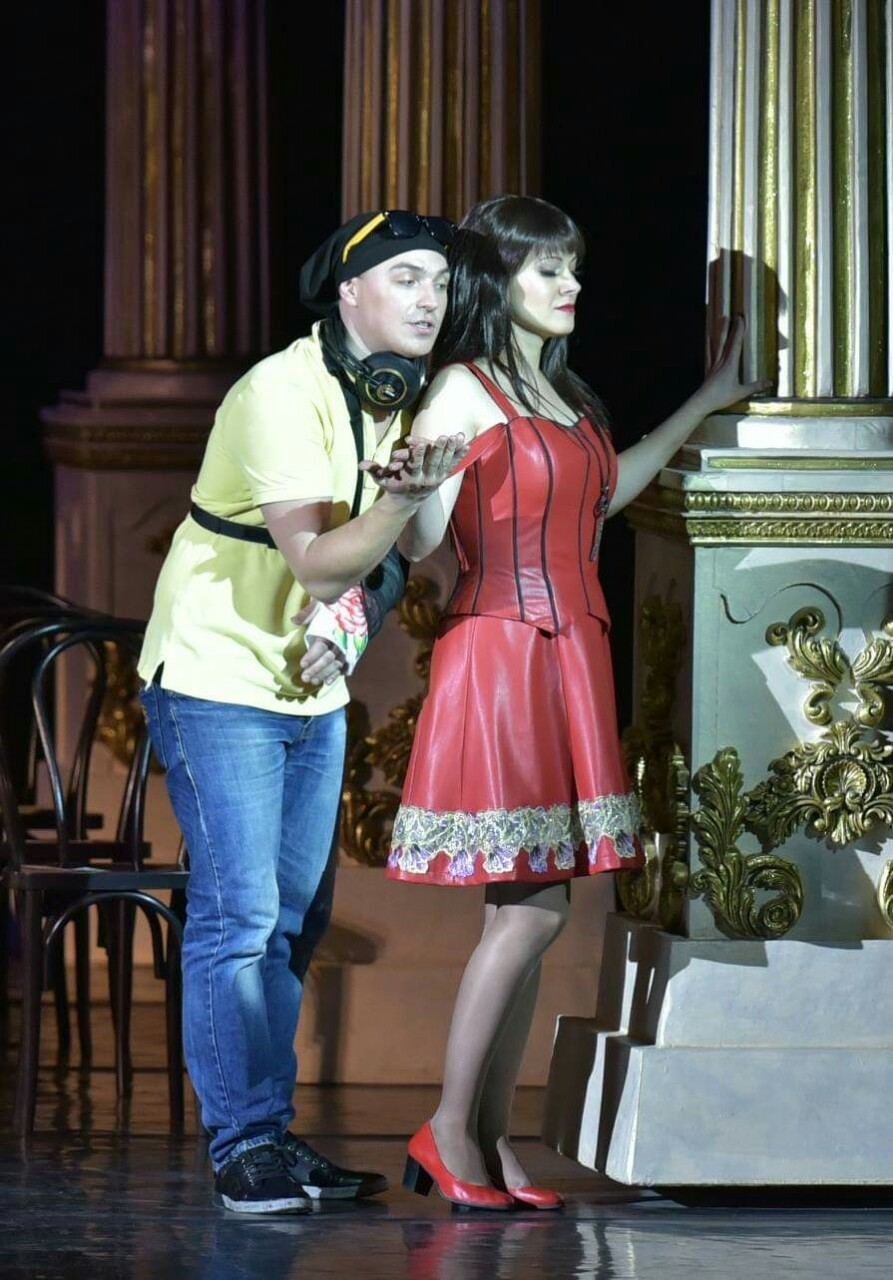
Севільський цирюльник. Київ, театр оперети. квітень 2017. Роль — граф Альмавіва.

Сольні партії в операх і оперетах:
- Г.Пьорсел «Король Артур» роль воїн Бріт (місто Київ, Україна)
- 29 травня 2015 — Дж. Россіні «Севільський цирульник» роль Граф Альмавіва (місто Київ, Україна) постановка італійською «The Barber of Seville» «Молода Опера»
- 2016—2018 — Дж. Россіні «Севільський цирульник» роль Граф Альмавіва (місто Київ, Україна) (постановка українською)
- 2016 — П. І. Чайковський «Іоланта» роль Альмерік місто Клайпеда, (місто Вільнюс, Литва)
- 2017—2018 — В. А. Моцарт  «Театр у кишені» роль Фогельзанг і Бастьен (місто Київ, Україна)
- 2017—2018 — Й.Штраус «Кажан» роль Альфред (місто Київ, Україна)
- 2017—2018 — Ж.Бізе «Шукачі перлів» роль Надір  (місто Харків Україна та Нідерланди 14 різних міст)

- 2018 — Дж. Россіні «Подорож до Реймсу» роль Кавалер Бельфіоре. (місто Пезаро, Італія) Роль графа альмавіви
- 2019 — Дж. Россіні «La cambiale di matrimonio» роль Едоардо Мілфорт. (театр Россіні. Італія. Пезаро)

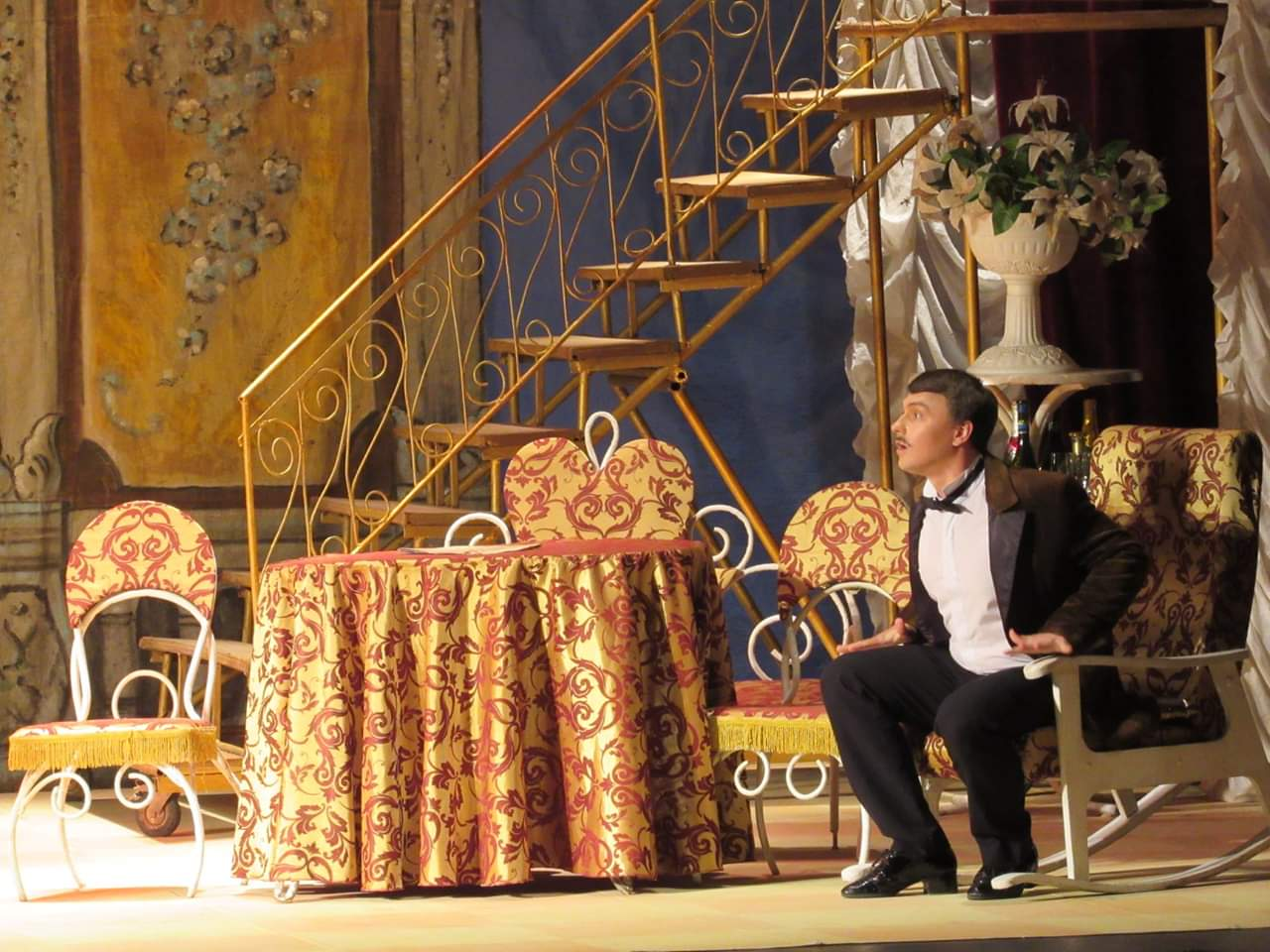
Оперета «Кажан». Театр оперети, м. Київ.

Сольні партії в симфонічних та акапельних творах:
- В. А. Моцарт  «Реквієм»
- В. А. Моцарт «Коронаційна месса»
- Є.Станкович «Страсті за Тарасом».
- С.Гулак-Артемовський  «Арія Андрія з хором» з опери «Запорожець за Дунаєм»
- А.Онеггер «Жанна д'Арк на вогнищі», (партія осла, клерка і гарольд 1)
- К.Шимановський «Король Рогер»
- В.Рунчак «Реквієм»
- І.Щербаков «Сон»
- Л.Дичко «Червона калина»
- Л.Ревуцький «Хустина»,
- Г.Гендель «Messiah A sacred oratorio HWV 56 Part 3» (ораторія Месія)
- О.Щитинський «Пісня філософа», «Весільна пісня»
- О.Щитинський «Триптих»
- О.Яковчук «Страсті Христові» (партія Іуди)
- В.Пилипчак «Аркан», «Час», «Триптих», камерна симфонія № 3
- П.Чайковський сцена з опери «Пікова Дама»
- М.Шух «Цикл на слова О.Блока» — «Ворожба»
- С.Рахманінов сольні партії із"Всенічне бдіння"
- В.Сильвестров «Посвящение Моцарту» — «Алилуя», «Пастораль», «Реквієм для Лариси»
- Т.Яшвили частини з літургії «Тело Христово», «Приидите поклонимся»
- К.Монтеверді «Laudate dominum»
- Д.Скарлатті «Stabat mater»
- І.Берлін «God bless America»

Участь у всеукраїнських та міжнародних проектах:
- 2009—2018 — «Пасхальний фестиваль» місто  Київ
- 2011—2018 — «Різдвяний фестиваль» місто Київ
- 2010—2018 — «Київ мюзік фест» місто Київ
- 2017—2018 — музичний фестиваль O-fest місто Буча
- 2018 — Україно-Польський проект  «10 тенорів»

Виступи у концертах та спектаклях у рамках конкурсів, фестивалів та окремих проектів за кордоном:
- 1998 — Швейцарія
- 2000 — Іспанія
- 2001 — Франція
- 2002 — Іспанія
- 2008 — Іспанія, Португалія, Росія, США, Нідерланди
- 2009 — Нідерланди, Німеччина, Польща
- 2011 — Угорщина, Франція, Ізраїль, Польща
- 2012 — Італія
- 2013 — Росія, Словаччина, Австрія, Італія (08.2013), Німеччина, Італія(12.2013)
- 2014 — Нідерланди
- 2016 — Польща, Франція, Литва
- 2017 — Німеччина
- 2018 — Нідерланди, Італія, Польща

Виступав у концертах та спектаклях у рамках  конкурсів, фестивалів та окремих проектів в містах України з 1997 по 2018 роки:
Київ, Харків, Донецьк, Суми, Канів, Львів, Дніпро, Біла церква, Одеса, Ялта, Рівне, Івано-Франківськ, Хмельницький, Житомир, Чернігів, Кам'янець-Подільський, Миколаїв.
Виступи з колективами:
- Хор хлопчиків та юнаків КССМШ ім. М. В. Лисенка
- Ансамбль «Лей-сян»
- Хор НМАУ ім. П.Чайковського
- Камерний хор «Credo»
- Київський симфонічний оркестр і хор Роджера Макмеріна
- Хор українського радіо і телебачення
- Вокальний ансамбль «Concord»
- Народна хорова капела хлопчиків та юнаків «Дзвіночок»
- Ансамбль сучасної музики «Alteratio»
- Ансамбль старовинної музики «Vox Anime»
- Співпрацював: камерний хор «Софія», хор «Gloria», хор КПИ
- Чоловічий вокальний ансамбль «Perfectum»

Репертуар
- Дж. Верді  «Requiem», сцени та арії з опер «Травіата»"Аіда" «Новуходоносор»,  ‘Rigoletto’
- Дж. Пуччини арії з опер «Turandot», «Tosca»
- В.Моцарт  «Ave verum» «Miserere»
- А.Дворжак «Requiem»,
- М.Гайдн «Requiem», «Створення світу»
- Л.Бетховен «Симфонія № 9», «Missa Solemnis», «Choral fantasie»
- К.Орф «Carmina Burana»
- И. С. Бах «Месса Сі мінор», кантати. мотети.
- Б.Бріттен кантата «Святий Миколай»
- С.Танеев кантата «Иоан Дамаскин», «12 хоров на стихи Я.Полонского»
- И.Брамс «Немецкий реквием»
- Г.Форе «Requiem»
- С.Рахманінов кантата «Весна» «Колокола» «В молитвах неусыпающую Богородицу»
- А.Шнитке «Requiem», цикл «Три духовних хора»
- Л.Уеббер «Requiem»
- А.Бородин сцени з опери «Князь Игорь»
- Г.Гендель оратория «Мессия»
- К.Пендерецький «Credo» «Страсті за Лукою»
- Є.Станкович фольк опера «Цвіт папороті», «Панихида за померлими»
- Г.Гаврилець «Барбівська коляда», «Kyrie eleison», «Гой питалася княжа корона», «Ой в полі полі», «Боже мій, нащо мене Ти покинув?»
- В.Полевая «Вірую»
- М.Дилецький «Воскресенський канон», партесні концерти.
- Д.Бортнянський «Концерти»
- И.Стравинский «Свадебка»
- М.Леонтович «Літургія» та обробки українських пісень
- Г.Свірідов  кантата «Ночные облака»
- Л.Дичко «Рапсодія думка» на вірші Т.Шевченка, «лісові далі», «замок шамбор»
- Ц.Франк «150 псалом»
- В.Зубицький «Праведная душе», хоровий концерт «Гори мої»
- Б.Лятошинський «Цикл творів на слова Т.Шевченка», «Цикл пори року» на слова А.Пушкіна
- Г.Лапаев «Літургія»
- Р.Подлубняк «Літургія»
- Архиепископ Іонафан «Чорнобильська літургія»
- Г.Пьорсел «Дідона і Еней»
- М.Скорик поема кантата «Гамалія», «Мелодія»

У творчому доробку твори таких композиторів:
Д.Березовський, М.Дюпре, Б.Працюк, Г.Шютц, К.Монтеверді, О.Лассо, Ф. де Витри, С.Людкевич, М. Колеса, М.Лисенко, К.Шимановський, Е.Мариконе, М.Шух, М.Кучмет, А.Гречанинов, А.Кастальський, Ф.Шуберт, Ю.Ланюк, П.Чесноков, А.Архангельський, К.Сенсанс, Дж. Россини, Ф.Пуленк, І.Алексійчук, В.Сильвестров, Г.Майборода, Б.Ковальскі, А.Нікодемович, Г.Гурецкі, Ю.Луцюк, В.Степурко, Б.Фільц.
Народні пісні різних країн, а також старовинні твори невідомих авторів.

## Сім'я
Дружина (2012) — Погребна Анастасія Юріївна, хормейстер, сопрано
Донька (02.03.2017) — Погребна Соломія Анатоліївна